# اندیس منتان (فعال نشود)
منتان (فعال نشود) یک اندیس  است که در حوالی شهر کوه اناران استان ایلام قرار دارد   